# 埃赫倫斯佩克山
84°46′S 175°35′W / 84.767°S 175.583°W
埃赫倫斯佩克山（Mount Ehrenspeck），是南極洲的山峰，位於杜費克海岸，處於肯尼山西南面4公里，屬於毛德王后山脈的一部分，海拔高度2,090米，現時由南極條約體系管理。